# Kepler-103c
Kepler-103c es el segundo exoplaneta descubierto alrededor de la estrella Kepler-103, ubicada en la constelación de Lyra. Su hallazgo se confirmó en 2014, después de que el Telescopio Espacial Kepler detectase varios tránsitos del objeto frente a su estrella. Su tamaño, de aproximadamente 5,31 radios terrestres (R⊕), se sitúa muy por encima del límite teórico establecido por los expertos, por lo que la probabilidad de que se trate de un planeta de tipo minineptuno es muy elevada.
El sistema Kepler-103 cuenta con otro exoplaneta confirmado, Kepler-103b, de 3,47 R⊕. El cual tiene una órbita más reducida. Estos dos objetos son los únicos descubiertos en el sistema tras la actualización del catálogo de exoplanetas confirmados de la NASA del 19 de noviembre de 2015.

## Características
Kepler-101 es una enana naranja tipo G, con una masa de 1,1 M☉ y un radio de 1,46 R☉.
El radio observado del planeta es de 5,31 R⊕, muy por encima del límite de 1,6 R⊕ que separa a los planetas telúricos de los de tipo minineptuno. Si la composición del objeto fuera similar a la de la Tierra, su masa sería de 36,25 M⊕ y su gravedad un 28 % superior a la terrestre.
Aunque Kepler-103 es una enana naranja de tipo G, Kepler-103c completa una órbita en torno a ella cada ciento setenta y nueve días y medio.
Por sus características, Kepler-103c pertenece a la categoría de no-habitable en la clasificación térmica de habitabilidad planetaria del PHL. En el improbable caso de que su perfil real permita la existencia de algún tipo de vida, sería ubicado en el rango de los hipertermoplanetas como consecuencia de sus altas temperaturas. El mismo laboratorio asigna un IST de 0,32 al objeto, un HZD de -1,63, un HZC de 3,31 y un HZA de 0,83.
Kepler-103c es el segundo exoplaneta encontrado en el sistema Kepler-103. Poco antes se descubrió Kepler-103b, de 3,47 R⊕.